# Хозанкіно
Хоза́нкіно (рос. Хозанкино, чув. Хусанушкăнь) — присілок у Чувашії Російської Федерації, центр Хозанкінського сільського поселення Красночетайського району.
Населення — 145 осіб (2010; 177 в 2002, 271 в 1979, 456 в 1939, 529 в 1926, 335 в 1897, 203 в 1869, 48 в 1795).
Національний склад (2002):
- чуваші — 99 %

## Історія
Історична назва — Хозан-Каси, Хозанкошкень. До 1835 року селяни мали статус державних, до 1863 року — статус удільних, займались землеробством, тваринництвом, слюсарством, бондарством, виробництвом одягу та взуття. 1897 року відкрито церковнопарафіяльну школу. 1931 року створено колгосп «ІІІ районний з'їзд». До 1920 року присілок входив до складу Атаєвської волості Курмиського (у період 1835–1863 років — у складі Атаєвського удільного приказу), до 1927 року — до складу Ядринського повіту. З переходом на райони 1927 року — спочатку у складі Красночетайського, у період 1962–1965 років — у складі Шумерлинського, після чого знову переданий до складу Красночетайського району.

## Господарство
У присілку діють школа, пошта та магазин.